# Punt de rosada

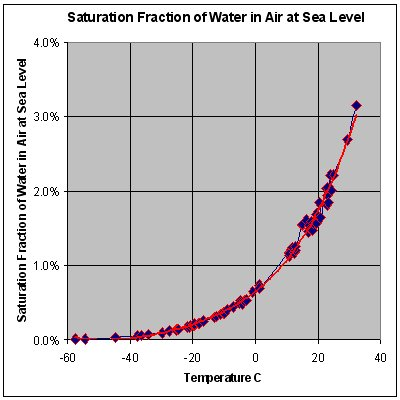
Gràfic que mostra la quantitat d'aigua (en percentatge) que pot contenir l'atmosfera dins un interval de temperatures

Gràfic que mostra la relació entre el punt de rosada i la temperatura de l'aire per a diferents nivells d'humitat (segons les aproximacions d'August-Roche-Magnus)

El punt de rosada és la temperatura a la qual ha de baixar una massa d'aire, a pressió constant, perquè la humitat relativa arribi al 100%, és a dir, perquè aquesta massa d'aire quedi saturada.
La capacitat que té l'aire de contenir vapor d'aigua no és constant, sinó que depèn de la temperatura. Com més calent és l'aire, més quantitat de vapor d'aigua pot contenir. Si una massa d'aire a una determinada temperatura té, per exemple, la meitat del vapor d'aigua que pot contenir a aquesta temperatura, podem dir que la humitat relativa és del 50%. Si ara baixem progressivament la temperatura d'aquest aire, la quantitat de vapor d'aigua que podrà contenir és cada vegada menor, i, per tant, la humitat relativa puja. Quan la humitat relativa arriba al 100%, la temperatura de l'aire coincideix amb el punt de rosada.
Els pilots d'aviació general utilitzen les dades del punt de rosada per al càlcul de la probabilitat de la formació de gel al carburador, i per a estimar l'altura de la base del núvol.
En una determinada pressió baromètrica, però independent de la temperatura, el punt de rosada indica la fracció molar del vapor d'aigua en l'aire o, dit d'una altra manera, determina la humitat específica de l'aire. Si la pressió augmenta, sense canviar la fracció molar, el punt de rosada elevarà, en conseqüència, la reducció de la fracció molar, és a dir, fent que l'aire menys humit portaria el punt de rosada de nou al seu valor inicial. De la mateixa manera, l'augment de la fracció molar després d'una caiguda de pressió porta la humitat relativa de tornada al seu nivell inicial. Considerant Mataró (28 metres d'altitud) i Puigcerdà (1202 metres d'altitud), per exemple, això significa que si el punt de rosada i la temperatura a les dues ciutats són els mateixos, llavors la massa de vapor d'aigua per metre cúbic d'aire serà la mateixa, però la fracció molar del vapor d'aigua en l'aire serà més gran a Puigcerdà.

## Humitat
Si tots els altres factors que influeixen en la humitat es mantenen constants, a nivell del sòl la humitat relativa augmenta a mesura que baixa la temperatura; això és perquè es necessita menys vapor per saturar l'aire. En condicions normals, la temperatura del punt de rosada no serà superior a la temperatura de l'aire, ja que la humitat relativa normalment no supera el 100%.
En termes tècnics, el punt de rosada és la temperatura a la qual el vapor d'aigua d'una mostra d'aire a pressió baromètrica constant es condensa en aigua líquida a la mateixa velocitat a la qual es troba. s'evapora. A temperatures per sota del punt de rosada, la velocitat de condensació serà més gran que la d'evaporació, formant més aigua líquida. L'aigua condensada s'anomena rosada quan es forma sobre una superfície sòlida, o gelada si es congela. A l'aire, l'aigua condensada s'anomena boira o núvol, depenent de la seva altitud quan es forma. Si la temperatura està per sota del punt de rosada, i no es forma rosada ni boira, el vapor s'anomena sobresaturat. Això pot passar si no hi ha prou partícules a l'aire per actuar com a nuclis de condensació.
El punt de rosada depèn de la quantitat de vapor d'aigua que conté l'aire. Si l'aire és molt sec i té poques molècules d'aigua, el punt de rosada és baix i les superfícies han d'estar molt més fresques que l'aire perquè es produeixi la condensació. Si l'aire és molt humit i conté moltes molècules d'aigua, el punt de rosada és alt i es pot produir condensació en superfícies que només són uns pocs graus més fresques que l'aire.
Una humitat relativa alta implica que el punt de rosada és proper a la temperatura actual de l'aire. Una humitat relativa del 100% indica que el punt de rosada és igual a la temperatura actual i que l'aire està saturat màxim d'aigua. Quan el contingut d'humitat es manté constant i la temperatura augmenta, la humitat relativa disminueix, però el punt de rosada es manté constant.
Els pilots de l'aviació general utilitzen les dades del punt de rosada per calcular la probabilitat de congelació del carburador i boira, i per estimar l'alçada d'una base de núvols cumuliforme.
L'augment de la pressió baromètrica augmenta el punt de rosada. Això vol dir que, si augmenta la pressió, s'ha de reduir la massa de vapor d'aigua per unitat de volum d'aire per mantenir el mateix punt de rosada. Per exemple, considereu la ciutat de Nova York (10 m d'elevació) i Denver (1,610 m d'elevació). Com que Denver es troba a una elevació més alta que Nova York, tendirà a tenir una pressió baromètrica més baixa. Això vol dir que si el punt de rosada i la temperatura a les dues ciutats són els mateixos, la quantitat de vapor d'aigua a l'aire serà més gran a Denver.

## Relació amb la comoditat humana
Quan la temperatura de l'aire és alta, el cos humà utilitza l'evaporació de la transpiració per refredar-se, amb l'efecte de refredament directament relacionat amb la rapidesa amb la qual s'evapora la transpiració. La velocitat a la qual la transpiració pot evaporar-se depèn de la quantitat d'humitat que hi ha a l'aire i de la quantitat d'humitat que pot contenir l'aire. Si l'aire ja està saturat d'humitat (humitat), la transpiració no s'evaporarà. La termoregulació del cos produirà transpiració en un esforç per mantenir el cos a la seva temperatura normal, fins i tot quan la velocitat a la qual està produint suor supera la taxa d'evaporació, de manera que es pot revestir de suor els dies humits fins i tot sense generar més. calor corporal (com per exemple amb l'exercici).
A mesura que l'aire que envolta el cos s'escalfa per la calor corporal, augmentarà i serà substituït per un altre aire. Si l'aire s'allunya del cos amb una brisa natural o un ventilador, la suor s'evaporarà més ràpidament, fent que la transpiració sigui més eficaç per refredar el cos, augmentant així la comoditat. Per contra, la comoditat disminueix a mesura que augmenta la transpiració no evaporada.
Un termòmetre de bulb humit també utilitza refrigeració evaporativa, de manera que proporciona una bona mesura per utilitzar-lo per avaluar el nivell de confort.
També hi ha molèsties quan el punt de rosada és molt baix (per sota de −5°C). L'aire més sec pot causar pell trencar i irritar-se més fàcilment. També assecarà les vies respiratòries. L'Administració de Salut i Seguretat Laboral dels EUA recomana mantenir l'aire interior a 20–24,5°C amb una humitat relativa del 20 al 60%, equivalent a un punt de rosada d'aproximadament 4.0 a 16.5°C (per Càlcul de regles simples a continuació).
Els punts de rosada més baixos, inferiors a 10°C, es correlacionen amb temperatures ambient més baixes i fan que el cos requereixi menys refredament. Un punt de rosada més baix pot acompanyar una temperatura alta només a una humitat relativa extremadament baixa, cosa que permet un refredament relativament efectiu.
Les persones que habiten en climes tropicals i subtropical s'aclimaten una mica a punts de rosada més alts. Així, un resident de Singapur o Miami, per exemple, podria tenir un llindar de molèsties més alt que un resident d'un clima temperat com Londres o Chicago. Les persones acostumades als climes temperats sovint comencen a sentir-se incòmodes quan el punt de rosada supera els 15°C, mentre que altres poden trobar còmodes els punts de rosada fins a 18°C. La majoria dels habitants de les zones temperades consideraran que els punts de rosada per sobre de 21°C són opressius i tropicals, mentre que els habitants de les zones càlides i humides poden no trobar-ho incòmode. El confort tèrmic depèn no només de factors ambientals físics, sinó també de factors psicològics.

## Registres meteorològics del punt de rosada
- Temperatura del punt de rosada més alta: Es va observar un punt de rosada de 35°C, mentre que la temperatura era de 42°C, es va observar a Dhahran, Aràbia Saudita, a les 15:00 p.m. el 8 de juliol de 2003.[11][12]

## Mesura
Els dispositius anomenats higròmetres s'utilitzen per mesurar el punt de rosada en un ampli interval de temperatures. Aquests dispositius consisteixen en un mirall de metall polit que es refreda a mesura que hi passa aire. El punt de rosada es revela observant la pèrdua de claredat en el reflex del mirall. Els dispositius manuals d'aquest tipus es poden utilitzar per calibrar altres tipus de sensors d'humitat, i els sensors automàtics es poden utilitzar en un bucle de control amb un humidificador o deshumidificador per controlar el punt de rosada de l'aire en un edifici o en un espai més petit per a una fabricació. procés.
| Punt de rosada | Punt de rosada | Humitat relativa a 32 °C (90 °F) |
| -------------- | -------------- | -------------------------------- |
| Més de 27°C    | Més de 80F     | 73% i més                        |
| 24–26°C        | 75–79°F        | 62-72%                           |
| 21–24°C        | 70-74 °F       | 52-61%                           |
| 18–21°C        | 65–69°F        | 44-51%                           |
| 16–18°C        | 60–64°F        | 37-43%                           |
| 13–16°C        | 55–59°F        | 31-36%                           |
| 10-12°C        | 50-54°F        | 26-30%                           |
| Menys de 10°C  | Menys de 50F   | 25% i menys                      |

## Càlcul del punt de rosada

Gràfic de la dependència del punt de rosada de la temperatura de l'aire per a diversos nivells d'humitat relativa.

Una aproximació empírica coneguda que s'utilitza per calcular el punt de rosada, Td, donada només la temperatura de l'aire real ("bulb sec"), T (en graus Celsius) i humitat relativa (en percentatge), HR, és la fórmula de Magnus:
{\displaystyle {\begin{aligned}\gamma (T,\mathrm {RH} )&=\ln \left({\frac {\mathrm {RH} }{100}}\right)+{\frac {bT}{c+T}};\\[8pt]T_{\mathrm {d} }&={\frac {c\gamma (T,\mathrm {RH} )}{b-\gamma (T,\mathrm {RH} )}};\end{aligned}}}
on b = 17,625 i c = 243,04°C. Els valors de b i c es van seleccionar minimitzant la desviació màxima en l'interval de -40 °C a +50 °C.
La formulació i l'origen més complets d'aquesta aproximació inclouen la pressió de vapor d'aigua saturat interrelacionada (en unitats de milibars, també anomenada hectopascals) a T, Ps(T) i la pressió de vapor real (també en unitats de mil·libars), P a(T), que es pot trobar amb RH o aproximar-se amb la pressió baromètrica (en mil·libars), BPmbar i la temperatura "wet-bulb", Tw és (tret que es declari el contrari, totes les temperatures s'expressen en graus Celsius):
{\displaystyle {\begin{aligned}P_{\mathrm {s} }(T)&={\frac {100}{\mathrm {RH} }}P_{\mathrm {a} }(T)=ae^{\frac {bT}{c+T}};\\[8pt]P_{\mathrm {a} }(T)&={\frac {\mathrm {RH} }{100}}P_{\mathrm {s} }(T)=ae^{\gamma (T,\mathrm {RH} )}\\&\approx P_{\mathrm {s} }(T_{\mathrm {w} })-BP_{\mathrm {mbar} }0.00066\left(1+0.00115T_{\mathrm {w} }\right)\left(T-T_{\mathrm {w} }\right);\\[8pt]T_{\mathrm {d} }&={\frac {c\ln {\frac {P_{\mathrm {a} }(T)}{a}}}{b-\ln {\frac {P_{\mathrm {a} }(T)}{a}}}};\end{aligned}}}
Per a una major precisió, Ps(T) (i per tant γ(T, RH)) es pot millorar, utilitzant part del Modificació Bögel, també coneguda com l'equació d'Arden Buck, que afegeix una quarta constant d:
{\displaystyle {\begin{aligned}P_{\mathrm {s,m} }(T)&=ae^{\left(b-{\frac {T}{d}}\right)\left({\frac {T}{c+T}}\right)};\\[8pt]\gamma _{\mathrm {m} }(T,\mathrm {RH} )&=\ln \left({\frac {\mathrm {RH} }{100}}e^{\left(b-{\frac {T}{d}}\right)\left({\frac {T}{c+T}}\right)}\right);\\[8pt]T_{d}&={\frac {c\ln {\frac {P_{\mathrm {a} }(T)}{a}}}{b-\ln {\frac {P_{\mathrm {a} }(T)}{a}}}}={\frac {c\ln \left({\frac {\mathrm {RH} }{100}}{\frac {P_{\mathrm {s,m} }(T)}{a}}\right)}{b-\ln \left({\frac {\mathrm {RH} }{100}}{\frac {P_{\mathrm {s,m} }(T)}{a}}\right)}}={\frac {c\gamma _{m}(T,\mathrm {RH} )}{b-\gamma _{m}(T,\mathrm {RH} )}};\end{aligned}}}
on
- a = 6.1121 mbar, b = 18.678, c = 257.14 °C, d = 234.5 °C.

Hi ha diversos conjunts de constants diferents en ús. Els utilitzats a la presentació de NOAA estan extrets d'un article de 1980 de David Bolton a la Monthly Weather Review:
- a = 6,112 mbar, b = 17,67, c = 243,5 °C.

Aquestes valoracions proporcionen un error màxim del 0,1%, per a −30 °C ≤ T ≤ 35 °C i 1% <HR <100%.
També cal destacar el Sonntag1990,
- a = 6,112 mbar, b = 17,62, c = 243,12 °C; per a −45 °C ≤ T ≤ 60 °C (error ±0,35 °C).

Un altre conjunt comú de valors s'origina a partir dels Psychrometry and Psychrometric Charts de 1974.
- a = 6,105 mbar, b = 17,27, c = 237,7 °C; per a 0 °C ≤ T ≤ 60 °C (error ±0,4 °C).

També, al Journal of Applied Meteorology and Climatology, Arden Buck presenta diversos conjunts de valoració diferents, amb diferents errors màxims per a diferents intervals de temperatura. Dos conjunts particulars proporcionen un rang de -40 °C a +50 °C entre els dos, amb un error màxim encara més baix dins de l'interval indicat que tots els conjunts anteriors:
- a = 6,1121 mbar, b = 17,368, c = 238,88 °C; per a 0 °C ≤ T ≤ 50 °C (error ≤ 0,05%).
- a = 6,1121 mbar, b = 17,966, c = 247,15 °C; per a −40 °C ≤ T ≤ 0 °C (error ≤ 0,06%).

### Aproximació simple
També hi ha una aproximació molt senzilla que permet la conversió entre el punt de rosada, la temperatura i la humitat relativa. Aquest enfocament té una precisió d'uns ±1 °C sempre que la humitat relativa sigui superior al 50%:
{\displaystyle {\begin{aligned}T_{\mathrm {d} }&\approx T-{\frac {100-\mathrm {RH} }{5}};\\[5pt]\mathrm {RH} &\approx 100-5(T-T_{\mathrm {d} });\end{aligned}}}
Això es pot expressar com una simple regla general:
<cita de bloc>
Per cada 1°C de diferència en el punt de rosada i les temperatures del bulb sec, la humitat relativa disminueix un 5%, començant amb HR= 100% quan el punt de rosada és igual a la temperatura del bulb sec.
La derivació d'aquest enfocament, una discussió sobre la seva precisió, comparacions amb altres aproximacions i més informació sobre la història i les aplicacions del punt de rosada, es pot trobar en un article publicat al Bulletin of the American Meteorological Society.
Per a temperatures en graus Fahrenheit, aquestes aproximacions funcionen a
{\displaystyle {\begin{aligned}T_{\mathrm {d,^{\circ }F} }&\approx T_{\mathrm {{}^{\circ }F} }-{\tfrac {9}{25}}\left(100-\mathrm {RH} \right);\\[5pt]\mathrm {RH} &\approx 100-{\tfrac {25}{9}}\left(T_{\mathrm {{}^{\circ }F} }-T_{\mathrm {d,^{\circ }F} }\right);\end{aligned}}}
Per exemple, una humitat relativa del 100% significa que el punt de rosada és el mateix que la temperatura de l'aire. Per al 90% d'HR, el punt de rosada és 3°F inferior a la temperatura de l'aire. Per cada 10 per cent inferior, el punt de rosada baixa 3°F.

## Punt de gelada
El punt de gelada és similar al punt de rosada, ja que és la temperatura a la qual s'ha de refredar una part determinada d'aire humit, a pressió atmosfèrica constant, perquè el vapor d'aigua sigui dipositat sobre una superfície com a cristalls de gel sense patir la fase líquida (compareu amb la sublimació). El punt de gelada per a una part determinada d'aire és sempre més alt que el punt de rosada, ja que trencar l'enllaç més fort entre les molècules d'aigua a la superfície del gel en comparació amb la superfície de l'aigua líquida (sobrerefrigerada) requereix un temperatura més alta.